# بيلط
بَيْلَط جنس من الأسماك يحتوي على 3 أنواع فيه، تَنتَمِي إلى فصيلة الفرخيات، لحمها جيد الصنف مرغوبٌ فيه، موطنها يمتد من المحيط الهندي إلى الجزر الأقيانية، جسمهت متوسط القد معتدل التبطيط يطول نحو 25 سم.